# Siem Reap (provincie)
Siem Reap ook wel Siem Reab is een provincie (khett) in het noorden van Cambodja, de hoofdstad is Siem Reap.
De naam betekent Siam verslagen en refereert aan een veldslag tussen het koninkrijk Ayutthaya en het Khmer-rijk. De ruïnes van Angkor, de vroegere hoofdstad van het Khmer-rijk, liggen in deze provincie. De Khmers hebben verspreid over een groter gebied diverse andere ruïnes achtergelaten. Alle ruïnes samen vormen het werelderfgoed Angkor.
Het Tonlé Sapmeer ligt in deze provincie.